# Wydział Wojskowy Missisipi
Wydział Wojskowy Missisipi (ang. Military Division of the Mississippi) – administracyjna jednostka US Army w czasie trwania wojny secesyjnej, odpowiedzialna za prowadzenie operacji na zachodnim teatrze działań.

## Historia
Wydział został powołany do życia przez prezydenta Abrahama Lincolna w celu reorganizacji sił Unii zachodniego teatru działań po poważnej ich porażce w bitwie pod Chickamauga. Jego pierwszym przełożonym, „z kwaterą główną w polu”, został generał major Ulysses S. Grant.
Wydział powstał 16 października 1863 roku przez połączenie departamentów wojskowych Ohio, Tennessee i (doliny rzeki) Cumberland, obejmując swym zasięgiem wszystkie jednostki armii Unii stacjonujące pomiędzy rzeką Missisipi a pasmem Appalachów. 31 stycznia 1865 dodany został departament Karoliny Północnej, a 10 lutego departament Kentucky. 19 kwietnia 1865 roku ta część departamentu Karoliny Północnej, która nie została zajęta przez armię gen. Shermana, weszła w skład Wydziału Wojskowego (doliny rzeki) James. Wydział Missisipi został zrekonstruowany 27 czerwca 1865 roku poprzez zaliczenie doń departamentów Ohio, Missouri i Arkansas. Departament (doliny rzeki) Platte został dodany 26 marca roku 1866.
Wydział Wojskowy Missisipi zaliczył jako swój sukces zwycięstwo w bitwie pod Chattanooga w listopadzie 1863 roku, w wyniku której armie konfederackie na obszarze Tennessee przestały istnieć.
Gdy generał Grant został wezwany przez Lincolna do objęcia naczelnego dowództwa wszystkich armii Unii, jego miejsce – jako przełożony wydziału – zajął gen. mjr Sherman, pod którego dowództwem armie Zachodu dokonały inwazji stanu Georgia, zdobywając we wrześniu 1864 roku Atlantę i następnie w czasie marszu Shermana portowe miasto Savannah. Po zdobyciu Savannah Sherman poprowadził swe wojska przez południową i północną Karolinę, która to kampania została zakończona zwycięską bitwą pod Bentonville i kapitulacją wojsk generała Johnstona w obu Karolinach, Georgii i na Florydzie.
Wydział Wojskowy Missisipi został rozwiązany 6 sierpnia 1866 roku.

## Przełożeni Wydziału
| przełożony                        | od                   | do              | główne bitwy i kampanie                                                                |
| --------------------------------- | -------------------- | --------------- | -------------------------------------------------------------------------------------- |
| gen. mjr Ulysses S. Grant         | 16 października 1863 | 18 marca 1864   | bitwa pod Chattanoogą                                                                  |
| gen. mjr William Tecumseh Sherman | 18 marca 1864        | 6 sierpnia 1866 | zdobycie Atlanty, zdobycie Savannah, marsz przez Karoliny, kampania Franklin-Nashville |